# ガロンヌ川

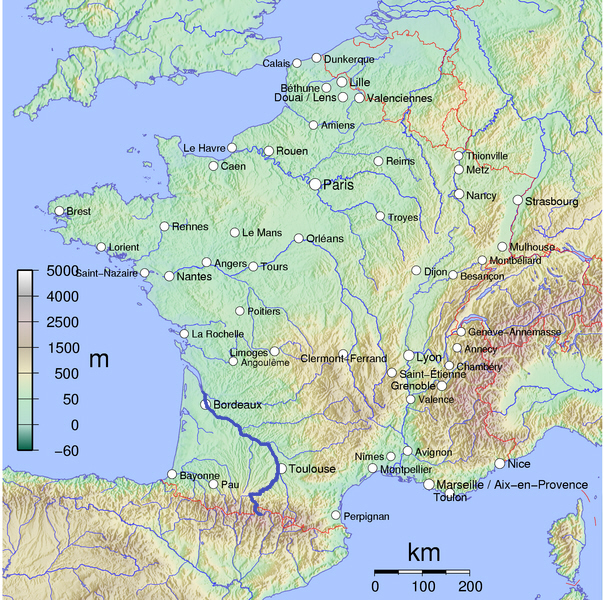
流路

ガロンヌ川（ガロンヌがわ、フランス語:Garonne、カタルーニャ語,オック語:Garona）は、スペインのカタルーニャ州北西部に発し、フランス南西部を流れる長さ約647kmの川である。スペインではガローナ川と呼ばれる。

## 名前の由来
「ガロンヌ」という名前は、古いガスコーニュ語で「川」を意味するGarumnaという言葉に由来している。それは古いバスク語に関連する言語であるアキテーヌ語のkharr-onnaからきたと考えられている。
kharr-は「岩」を意味する。これは、バスク語で「石」を意味するharriにも近い。-onna（-unn-）は「川の源」を表す古いインド・ヨーロッパ語族の接尾語であり、セーヌ川やソーヌ川のように西ヨーロッパの川の名前に見ることができる。

## 地理
スペイン、ピレネー山中のアラン谷に源を発する。トゥールーズを流れ、ボルドーでドルドーニュ川に合流しジロンド川となる。
ガロンヌ川は、途中でアリエージュ川・タルン川・ロット川という3つの大きな川を合わせる。ボルドーに入ってからドルドーニュ川と合流し、ジロンド川と名を変え96kmほど流れて河口に到達する。他の支流としてはサーヴ川などがある。
ガロンヌ川は世界でも数えるほどしかない潮津波が起こる川の一つである。海から112kmほど離れたCambes村でもサーフィンや水上オートバイをすることができる。

## 流域の都市
スペイン リェイダ県
ビエリャ
フランス オート＝ガロンヌ県
ミュレ、トゥールーズ
フランス ロット＝エ＝ガロンヌ県
アジャン、マルマンド
フランス ジロンド県
ベグル、ボルドー

## 水運
ガロンヌ川は、内陸の水運において重要な役割を果たす。遠洋航海をする船は、ボルドーの港まで航行が可能である。ガロンヌ川は大西洋と地中海の「2つの海を結ぶ水路」の一部であり、フランス南部の農業地帯から大西洋への貨物の運搬において短く安全なルートを提供している。
海からきた船はジロンド川をさかのぼり、左手のボルドーの港まで行く。ボルドーの"Pont de Pierre"（石の橋）までは大抵の船が運航可能である。大きい船はボルドーに残し、川用の船に乗り換える。川用の船はさらに上流の運河との合流点まで行くことができる。トゥールーズではミディ運河への連絡のために、船は53箇所の閘門を通り抜けることになる。

## 原子力発電所
流域にあるゴルフェッシュ原子力発電所の冷却水は、ガロンヌ川からの取水に頼っている。夏季に猛暑となり、河川水の温度が上昇した際には、生態系への影響を考慮して発電所の運転が制限されることがある。